# Chatouane (distrito)
Chatouane é um distrito localizado na província de Tremecém, no noroeste da Argélia. Em 2008, sua população era de 71 803 habitantes.